# Pays d’Aix Venelles
Pays d’Aix Venelles  - żeński klub piłki siatkowej z Francji. Swoją siedzibę ma w Venelles. Został założony w 1990.

## Sukcesy
Puchar Francji:
- 2017